# Martin Ralph Brittan
Martin Ralph Brittan (San José, 28 de janeiro de 1922 — Folsom, 24 de maio de 2008) foi um renomado ictiólogo e professor universitário estadunidense.
Segundo registrou em artigo autobiográfico, desde bem novo interessou-se pela criação de peixes e na atividade do aquarismo, incentivado pelo pai (morto, assim como a mãe, em 1935). Mesmo após ter ficado órfão sua paixão pelos peixes se manteve e, em 1946, realizou um curso intensivo de verão em ictiologia na Universidade de Stanford e em 1951 obteve o doutorado na área.
Lecionou na Universidade Estadual de Sacramento, aposentando-se em 1993.

## Abreviatura (zoologia)
A abreviatura Brittan  emprega-se para indicar a Martin Ralph Brittan como autoridade na descrição e taxonomia em zoologia.